# Erich Sachers
Erich Sachers (* 9. September 1889 in Sarajevo; † 4. Oktober 1974 in Innsbruck) war ein österreichischer Rechtswissenschaftler.

## Leben
Erich Sachers stammte aus einer Beamtenfamilie. Sein Vater war der Rechnungsrat Eduard Sachers, seine Mutter die Tochter des Tiroler Buchhalters und Privatdozenten Andreas Prosser (1805–1870). Erich Sachers wuchs in Innsbruck auf, besuchte dort das Gymnasium (Matura 1908) und studierte ab 1909 Rechtswissenschaft an der Universität Innsbruck. Von 1911 bis 1912 leistete er seinen Militärdienst als Einjährig-Freiwilliger ab. Am 17. März 1914 wurde er zum Dr. iur. promoviert. Im Ersten Weltkrieg diente er in der k.u.k. Armee in Galizien, wo er verwundet wurde und mehrere Auszeichnungen erhielt. 1915 geriet er in italienische Kriegsgefangenschaft, aus der er 1919 entlassen wurde. Er kehrte als Oberleutnant der Reserve nach Innsbruck zurück, wo er 1920 die Richteramtsprüfung ablegte und ab 1922 als Bezirksrichter arbeitete.
Neben dem Richteramt verfolgte Sachers eine akademische Laufbahn. Um seine Studien zu vertiefen, ging er jeweils für mehrere Monate an die Universität München zu Leopold Wenger und an die Universität Wien zu Friedrich von Woess. 1928 erhielt er eine Stelle als Assistent für Vergleichendes Privatrecht und Römisches Recht bei Otto Eger an der Universität Gießen, wo er sich 1929 für diese Fächer sowie antike Rechtsgeschichte habilitierte.
Noch im selben Jahr, zum 1. November 1929, folgte Sachers einem Ruf an die Universität Graz als außerordentlicher Professor für Römisches Recht und Arbeitsrecht. Ab 1931 gehörte er dem Akademischen Senat an. Am 19. Juni 1935 wurde er zum ordentlichen Professor ernannt. Der Anschluss Österreichs gefährdete seine Laufbahn. Er wurde 1938 aus dem Senat entfernt und erhielt Lehrverbot. Sachers galt den Nationalsozialisten als Monarchist. Seine Wohnung wurde mehrmals durchsucht. Am 8. Juli 1939 wurde er von der Gestapo verhaftet und bis zum Jänner 1940 in Untersuchungshaft gehalten. Aufgrund falscher Zeugenaussagen wurde er zu fünf Monaten Haft verurteilt. Nach seiner Entlassung nahm er als Offizier am Frankreichfeldzug teil, er  wurde 1942 aber als „politisch unzuverlässig“ aus der Wehrmacht entlassen.
Das Ende des Zweiten Weltkriegs erlebte Sachers als Privatgelehrter. Schon kurz nach dem Ende des Nationalsozialismus wurde er 1945 an die Universität Graz zurückberufen, jedoch nur als außerordentlicher Professor. Erst 1949 erhielt er seinen Lehrstuhl zurück. 1950 wechselte er auf den Lehrstuhl für Zivilprozessrecht an der Universität Innsbruck, wo er in den Jahren 1951/1952 und 1957/1958 als Dekan der Juristischen Fakultät fungierte. Im Jahr vor seiner Emeritierung (1958/1959) wurde er zum Rektor der Universität gewählt.
In seinen Vorlesungen behandelte Sachers das österreichische bürgerliche Recht, Zivilprozessrecht, Arbeitsrecht und das internationale Privatrecht. Seine eigenen wissenschaftlichen Arbeiten behandelten ebenso Themen des geltenden Rechts wie der Rechtsgeschichte. Sein Forschungsschwerpunkt war vor allem die römische Rechtsgeschichte. Er verfasste mehrere eingehende Studien sowie 20 teils ausführliche Artikel für die Realenzyklopädie der klassischen Altertumswissenschaft (RE). Für die Zeitschrift der Savigny-Stiftung für Rechtsgeschichte erstellte er umfangreiche Generalregister über die Bände 1–50 (1932) und 51–75 (1967–1970).

## Schriften
- Custodia und periculum bei obligatorischen Verträgen im klassischen römischen Recht. Habilitationsschrift (ungedruckt), 1929
- Bäuerliches Erbrecht. Graz 1935
- Die historische Schule Savignys und das römische Recht. In: Atti del Congresso Internazionale di Diritto Romano, Bologna, II. Pavia 1935, S. 215–250
- Die Haftung des auftragslosen Geschäftsführers. In: Studia et Documenta Historiae et Iuris. 4. Jahrgang (1938), S. 309ff.
- Das moderne Arbeitsrecht. Wandlungen und Fortschritte. Innsbruck 1959